# Josep Miquel i Pàmies
Josep Miquel i Pàmies (Reus, Baix Camp, 14 de desembre de 1897 - 30 de juny de 1978) va ser un enòleg i polític català, germà de la mestra i pedagoga Teresa Miquel i Pàmies. Era fill de Josep Miquel Millan, comerciant i de Teresa Pàmies Bruget, tots dos de Reus.
Enòleg de professió, va treballar a l'Estació Enològica de Reus, on va ser col·laborador del seu director Claudi Oliveras. Va ocupar al llarg dels anys diversos càrrecs directius a la societat Centre de Lectura. Membre d'Acció Catalana, va formar part del nucli de catalanització el 1931 del diari Les Circumstàncies junt amb Joaquim Santasusagna, Josep Iglésies, Josep Banús i Sans i altres, amb alguns dels quals ja havia col·laborat estretament a partir dels anys 1920 en la catalanització i augment de nivell cultural i científic de la Revista del Centre de Lectura, tercera època. Durant els dos primers anys del diari en català, el 1930 i el 1931, n'escrivia quasi tots els editorials. El 1930, amb la col·laboració de Josep Banús i Sans, va organitzar l'entitat Amics del Teatre, a imitació de l'associació del mateix nom que havia sorgit l'any anterior a Sabadell. Tenia per objecte portar a Reus les principals companyies teatrals de Madrid i Barcelona per tal d'animar el panorama cultural reusenc. Com a regidor d'Acció Catalana Republicana, treballà a l'ajuntament de Reus des de 1931 fins al final de la guerra a Catalunya, sobretot en temes de cultura. Va ser molt amic de Gaietà Virgili Veciana, també regidor, amb el que es tractava de vos als plens. Detingut el 1939 pels franquistes, va ser tancat en un camp de concentració i a finals de 1940 tornà a Reus represaliat i va ser apartat de la seva professió d'enòleg. Es vinculà a diverses tertúlies reusenques de la postguerra, quan aquesta era l'única manera de fer resistència cultural. Va ser membre actiu del grup d'escriptors i intel·lectuals de postguerra reusencs, encapçalat per Joaquim Santasusagna i format pels germans Ernest i Ferran Casajuana, Rafael Vilà Barnils, Josep Iglésies, el doctor Barrufet, Jaume Sabater Vallès, la seva germana Teresa Miquel, Xavier Amorós, Josep Maria Arnavat, Pere Totosaus i d'altres components del grup noucentista reusenc que havia sobreviscut a la guerra civil. Segons el poeta i memorialista Xavier Amorós, «semblava -ho era- un noucentista amb totes les de la llei, potser d'aquells que aspiraven a convertir Catalunya en una Suïssa mediterrània».